# Grammy Awards 1999
La 41ª edizione dei Grammy Awards si è svolta il 24 febbraio 1999 presso lo Shrine Auditorium di Los Angeles.
L'artista trionfatore della serata è stata Lauryn Hill con cinque premi.

## Vincitori e candidati
I vincitori sono scritti in grassetto.

### Categorie Principali

#### Registrazione dell'anno
- My Heart Will Go On - Céline Dion; Walter Afanasieff, Simon Franglen & James Horner (produttori); Simon Franglen, Humberto Gatica & David Gleeson (ingegneri/mixers)
- The Boy Is Mine - Brandy Norwood e Monica; Dallas Austin, Brandy & Rodney Jerkins (produttori); Leslie Brathwalte, Ben Garrison, Rodney Jerkins & Dexter Simmons (ingegneri/mixers)
- Iris - Goo Goo Dolls; Rob Cavallo & Goo Goo Dolls (produttori); Jack Joseph Puig & Allen Sides (ingegneri/mixers)
- Ray of Light - Madonna; Madonna & William Orbit (produttori); Pat McCarthy (ingegnere/mixer)
- You're Still the One - Shania Twain; Robert John "Mutt" Lange (produttore); Jeff Balding & Mike Shipley (ingegneri/mixers)

#### Canzone dell'anno
- My Heart Will Go On, scritta da James Horner e Will Jennings, cantata da Céline Dion
- I Don't Want to Miss a Thing, scritta da Diane Warren, cantata dagli Aerosmith
- Iris, scritta da John Rzeznik, cantata dai Goo Goo Dolls
- Lean On Me, scritta e cantata da Kirk Franklin
- You're Still the One, scritta da Robert Lange e Shania Twain, cantata da Shania Twain

#### Miglior artista esordiente
- Lauryn Hill
- Backstreet Boys
- Andrea Bocelli
- Dixie Chicks
- Natalie Imbruglia

#### Album dell'anno
- The Miseducation of Lauryn Hill - Lauryn Hill
- Come on Over - Shania Twain
- The Globe Sessions - Sheryl Crow
- Ray of Light - Madonna
- Version 2.0 - Garbage

### Pop

#### Miglior album pop vocale
- Ray of Light - Madonna
- Pilgrim - Eric Clapton
- Let's Talk About Love - Céline Dion
- Left of the Middle - Natalie Imbruglia
- The Dirty Boogie - The Brian Setzer Orchestra

#### Miglior interpretazione vocale pop femminile
- Céline Dion - My Heart Will Go On
- Sheryl Crow - My Favorite Mistake
- Lauryn Hill - Can't Take My Eyes Off You
- Natalie Imbruglia - Torn
- Sarah McLachlan - Adia

#### Miglior interpretazione vocale pop maschile
- Eric Clapton - My Father's Eyes
- Eagle-Eye Cherry - Save Tonight
- Brian McKnight - Anytime
- Shawn Mullins - Lullaby
- Sting - You Were Meant for Me

#### Miglior interpretazione vocale pop di gruppo
- The Brian Setzer Orchestra - Jump, Jive an' Wail
- Aerosmith - I Don't Want to Miss a Thing
- Barenaked Ladies - One Week
- Goo Goo Dolls - Iris
- Dave Matthews Band - Crush

#### Miglior collaborazione pop vocale
- Elvis Costello e Burt Bacharach - I Still Have That Other Girl
- Babyface e Stevie Wonder – How Come, How Long (Live)
- Jackson Browne e Bonnie Raitt – Kisses Sweeter than Wine
- Céline Dion e R. Kelly – I'm Your Angel
- Van Morrison e The Chieftains – Shenandoah

### Dance/elettronica

#### Miglior registrazione dance
- Ray of Light - Madonna
- When Will You Learn - Boy George
- Around the World - Daft Punk
- Heaven's What I Feel - Gloria Estefan
- Disco Inferno - Cyndi Lauper

### Rock

#### Miglior album rock
- The Globe Sessions - Sheryl Crow
- Before These Crowded Streets - Dave Matthews Band
- Premonition - John Fogerty
- Version 2.0 - Garbage
- Celebrity Skin - Hole

#### Miglior canzone rock
- Uninvited, scritta da Alanis Morissette, cantata da Alanis Morissette
- Have a Little Faith in Me, scritta da John Hiatt, cantata da John Hiatt
- Celebrity Skin, scritta da Billy Corgan, Eric Erlandson e Courtney Love, cantata da Hole
- Closing Time, scritta da Dan Wilson, cantata da Semisonic
- Bitter Sweet Symphony, scritta da Richard Ashcroft, Mick Jagger e Keith Richards, cantata da The Verve

#### Miglior interpretazione vocale rock femminile
- Alanis Morissette - Uninvited
- Tori Amos – Raspberry Swirl
- Sheryl Crow – There Goes the Neighborhood
- Ani DiFranco – Glass House
- Lucinda Williams – Can't Let Go

#### Miglior interpretazione vocale rock maschile
- Lenny Kravitz - Fly Away
- Jeff Buckley – Everybody Here Wants You
- John Fogerty – Almost Saturday Night
- John Hiatt – Have a Little Faith in Me
- John Mellencamp – Your Life Is Now

#### Miglior interpretazione rock di un duo o un gruppo
- Aerosmith - Pink
- Fastball – The Way
- Hole – Celebrity Skin
- The Verve – Bitter Sweet Symphony
- The Wallflowers – Heroes

#### Miglior canzone metal
- Better Than You - Metallica

#### Miglior interpretazione metal
- Metallica - Better Than You
- Judas Priest – Bullet Train
- Nashville Pussy – Fried Chicken and Coffee
- Rage Against the Machine – No Shelter
- Rammstein – Du hast

#### Miglior canzone hard rock
- Most High - Jimmy Page & Robert Plant

#### Miglior interpretazione hard rock
- Page and Plant - Most High
- Kiss – Psycho Circus
- Marilyn Manson – The Dope Show
- Metallica – Fuel
- Pearl Jam – Do the Evolution

### Alternativa

#### Miglior interpretazione di musica alternativa
- Beastie Boys - Hello Nasty
- Tori Amos – From the Choirgirl Hotel
- PJ Harvey – Is This Desire
- Radiohead – Airbag/How Am I Driving?
- The Smashing Pumpkins – Adore

### R&B

#### Miglior album R&B
- The Miseducation of Lauryn Hill - Lauryn Hill
- Live - Erykah Badu
- Never Say Never - Brandy
- A Rose Is Still a Rose - Aretha Franklin
- Embrya - Maxwell

#### Miglior canzone R&B
- Doo Wop (That Thing), scritta ed eseguita da Lauryn Hill
- The Boy is Mine, scritta da Brandy, LaShawn Daniels, Fred Jerkins III, Darkchild e Japhe Tejeda, eseguita da Brandy & Monica
- Lean On Me, scritta da Kirk Franklin, eseguita da Kirk Franklin con Mary J. Blige, R. Kelly, Bono, Crystal Lewis & the Family
- A Rose Is Still a Rose, scritta da Lauryn Hill, eseguita da Aretha Franklin
- All My Life, scritta da Rory Bennett e JoJo Hailey, eseguita da K-Ci & JoJo

### Country

#### Miglior album country
- Wide Open Spaces - Dixie Chicks

#### Miglior canzone country
- You're Still the One - Shania Twain

### New Age

#### Miglior album new age
- Landmarks - Clannad
- Sound of Wind Driven Rain - William Ackerman
- The Water Garden - Alex De Grassi
- Gaia Onbashira - Kitarō
- Grand Passion - John Tesh

### Rap

#### Miglior album rap
- Vol. 2... Hard Knock Life - Jay-Z
- The Love Movement - A Tribe Called Quest
- Capital Punishment - Big Punisher
- Life in 1472 - Jermaine Dupri
- Harlem World - Ma$e

#### Miglior interpretazione rap solista
- Will Smith - Gettin' Jiggy Wit It
- Busta Rhymes – Dangerous
- Wyclef Jean – Gone till November
- Jay-Z – Hard Knock Life (Ghetto Anthem)
- Lauryn Hill – Lost Ones

#### Miglior canzone rap di gruppo o duo
- Intergalactic - Beastie Boys

### Reggae

#### Miglior album reggae
- Friends - Sly & Robbie
- Inna Heights - Buju Banton
- Many Moods of Moses - Beenie Man
- Psychedelic Souls - The Wailing Souls
- Ska Father - Toots & the Maytals

### Produzione

#### Produttore dell'anno, non classico
- Rob Cavallo
- Michael Beinhorn
- Tchad Blake
- Sheryl Crow
- Lauryn Hill

### Remix

#### Remixer dell'anno, non classico
- David Morales – "My All (Classic and Club mixes)"
- Steve Hurley
- Frankie Knuckles
- Masters at Work
- Roger Sanchez

### Videoclip

#### Miglior videoclip
- Ray of Light - Madonna; Jonas Åkerlund (regista); Nicola Doring e Billy Proveda (produttori)
- Pink - Aerosmith
- Bachelorette - Björk
- All Around the World - Oasis
- Do the Evolution - Pearl Jam

## Categorie speciali

### MusiCares Person of the Year
- Stevie Wonder

### Grammy Legend Award
- Elton John